# Othello (pel·lícula de 1965)
Othello és una pel·lícula britànica de Stuart Burge, adaptació de la tragèdia de William Shakespeare, Otel·lo estrenada el 1965.

## Argument
Adaptació del drama homònim de Shakespeare. Otel·lo, el paradigma universal de l'home gelós, és un oficial moro que està enamorat de Desdèmona. En una ocasió, ha d'abandonar la ciutat i anar a Xipre al capdavant de l'exèrcit de la República de Venècia. Quan Desdémona i Casio arriben a l'illa, el traïdor Iago convenç Otel·lo que Desdèmona li ha estat infidel amb Casio. Enganyat per Iago, Othello decideix matar la seva dona Desdèmona.

## Repartiment
- Laurence Olivier: Othello
- Maggie Smith: Desdémone
- Frank Finlay: Iago
- Derek Jacobi: Cassio
- Joyce Redman: Emilia

## Premis i nominacions

### Nominacions
- 1966: Oscar al millor actor secundari per Frank Finlay
- 1966: Oscar al millor actor per Laurence Olivier
- 1966: Oscar a la millor actriu secundària per Joyce Redman
- 1966: Oscar a la millor actriu secundària per Maggie Smith
- 1966: Globus d'Or a la millor pel·lícula estrangera
- 1966: Globus d'Or a la millor actriu dramàtica per Maggie Smith
- 1966: Globus d'Or al millor actor secundari per Frank Finlay
- 1966: Globus d'Or a la millor actriu secundària per Joyce Redman
- 1966: Conquilla de Plata al millor actor